# Gaspar de Zúñiga y Acevedo
Gaspar de Zúñiga i Acevedo, 5è Comte de Monterrei. Polític espanyol, va néixer a Monterrei (Ourense), Galícia i va morir a Lima el 1606.
Noble espanyol, Gaspar de Zúñiga i Acevedo, fill gran del quart Comte de Monterrey, Geronimo de Acevedo i Zúñiga. Va estudiar a Monterrey sota la direcció de sacerdots jesuïtes. El 1578 va entrar al servei del Rei Felip II. Va participar en la campanya portuguesa, on va conduir la milícia de Galícia, pagant de la seva pròpia butxaca. Zúñiga també va participar en la defensa del Port de la Corunya quan va ser atacada pel corsari anglès Francis Drake el 1589.

## Virrei de Nova Espanya
Després de presentar excel·lents serveis a l'Estat, va passar a ser Virrei de la Nova Espanya. Va arribar al port de Veracruz a mitjans de setembre, com a successor del Virrei Don Luis de Velasco i Castilla. El 5 novembre 1595 va fer la seva entrada solemne a la Ciutat de Mèxic, prenent les regnes del govern. El càrrec de virrei el va ocupar des del 5 de novembre de 1595 fins al 26 d'octubre de 1603, data en què va ser nomenat Virrei del Perú i va ocupar aquest nou càrrec fins a la seva mort el 1606.
Va augmentar impostos sobre els indis, però ell, com es deia, prestava l'atenció personal als ajustos requerits dels indis per prevenir la seva explotació.
Durant el seu govern, es van dur a terme les exploracions de Nou Mèxic i Califòrnia per Sebastián Vizcaíno.
El 20 setembre 1596, Don Diego de Montemayor va fundar la llavors Vila de Monterrey, Nuevo León. Aquesta ciutat s'anomenava l'honor del Virrei.
El 1597 els pirates van atacar el port de Campeche, prenent el centre de la ciutat i atemorint als habitants. Zúñiga va demanar una major protecció per als ports. I va traslladar la ciutat de Veracruz del seu vell lloc a la seva posició actual, per ser més segura.
El 1598 Felip II va morir, i Felip III de Castella va arribar a la corona espanyola. El 1601 els indis de Topi es van elevar contra el govern espanyol, però per la influència d'Alfons de la Mota, bisbe de Guadalajara, van ser pacificats. Els jesuïtes posteriorment establiren missions a la zona Tarahumara.
Un dels seus primers actes com Virrei va ser organitzar una expedició per terra per explorar i colonitzar Nou Mèxic, seguint una política del seu precursor. Aquesta expedició es va fer sota el comandament del Capità Lope de Ulloa, que va fundar la ciutat de Santa Fe, però no va trobar les Set Ciutats llegendàries d'Or de les províncies de Cibola i Quiviras.
Zúñiga també va enviar dues expedicions per a explorar la costa del Pacífic mexicà. Comandats per Sebastià Vizcaíno, varen salpar tres vaixells des d'Acapulco el 1596. Per aquesta expedició Vizcaíno va fundar La Paz, Baixa Califòrnia, anomenada així per la seva recepció amistosa pels indis. També va descobrir el Cap Sant Sebastià.
Una expedició posterior es va realitzar per Vizcaíno amb la mateixa missió, i navegar des del 5 de maig de 1602 amb quatre vaixells. Aquesta expedició va ser més fructuosa. Amb ella es va fundar Ensenada, Baixa Califòrnia. Es va explorar la Badia de San Diego i l'illa Santa Catalina (Califòrnia). Els exploradors van arribar com a límit al nord la Badia de Monterey, Alta Califòrnia, a la qual Vizcaíno va anomenar així en honor del virrei.
El 19 de maig de 1603 Zúñiga va ser nomenat virrei del Perú però va romandre en la Nova Espanya fins al setembre, esperant l'arribada del seu successor, Juan de Mendoza i Luna, Marqués de Montesclaros.
Després de l'arribada del nou virrei, els dos es van trobar a Orizaba, a mig camí entre Veracruz i Ciutat de Mèxic. Aquí Zúñiga va rebre un festival de benvinguda, va dir que en tota una setmana es va gastar el que hagués costat el sou virregnat de més d'un any.
El nou virrei va assumir l'administració de Nova Espanya a l'octubre, l'1 d'abril de 1604, Zúñiga es va embarcar a Acapulco.

## Virrei del Perú
Arriba a Paita el 24 de maig de 1604 després d'una penosa travessia que va accentuar els malestars de la seva delicada salut, va seguir el 14 de juliol per terra cap a Lima. Finalment va prendre possessió del govern, el 8 de desembre de 1604.
Per ordenar l'administració de la Reial Hisenda va establir el Tribunal Major de Comptes. Com a Virrei del Perú es va esforçar per reglamentar el servei personal dels indis, i va dictar ordenances per a alguns gremis de Lima, com els Espaderos i sabaters. Però el precari estat de la seva salut l'inclinar a prodigar les seves demostracions de pietat: concórrer a acte de fe celebrat el 13 març 1605; afavorir l'erecció de l'Església de la Soledat, així com les fundacions del monestir de Santa Clara i de les recol·leccions de frares mercedaris, dominics i agustins, i amb tanta llarguesa va aplicar la renda del seu càrrec a la distribució d'almoines, que la Reial Audiència va haver de sufragar les despeses requerides de la seva caritat.
Va morir el 16 de febrer de 1606.